# Басара (Раковиця)
45°02′ пн. ш. 15°45′ сх. д. / 45.03° пн. ш. 15.75° сх. д.
Басара (хорв. Basara) — населений пункт у Хорватії, у Карловацькій жупанії у складі громади Раковиця.

## Населення
Населення за даними перепису 2011 року становило 3 осіб.
Динаміка чисельності населення поселення: